# Le Grain magique
Le Grain magique est un recueil de contes publiés par Taos Amrouche, publié en 1966, est un ouvrage majeur de la littérature francophone[réf. nécessaire], mais constitue aussi, sans qu'il y ait contradiction, une sorte d'abrégé portatif de la culture kabyle.  

## Contenu
L'ouvrage présente une anthologie de chants, de proverbes et de contes que l'auteure a reçus en langue kabyle de la bouche de sa mère, Fadhma Aït Mansour. Il peut être lu comme une introduction à la culture populaire d'Afrique du nord, même s'il est très loin de présenter tous les aspects du répertoire oral. On ne rend compte ici que des textes les plus longs, c'est-à-dire des contes.

### Liste des contes
Les titres des contes figurant dans le recueil sont les suivants :
1. Le grain magique[1]
2. Loundja, fille de Tsériel[2]
3. Histoire de la Grenouille[3]
4. Qui de nous est la plus belle, ô lune ?[4]
5. La mare où éteindre ces flammes, ô Aïcha, ma fille ![5]
6. La vache des orphelins[6]
7. La princesse Soumicha[7]
8. La flûte d’os[8]
9. Les chevaux d’éclair et de vent[9]
10. Le subtil et l’innocent[10]
11. Ma mère m’a égorgé, mon père m’a mangé, ma sœur a rassemblé mes os[11]
12. Le chêne de l’ogre[12]
13. Les sept ogres[13]
14. Histoire du coffre[14]
15. Ô Vouïëdhmim, mon fils ![15]
16. Histoire du vieux lion et du vol de perdrix[16]
17. Histoire de Moche et des sept petites filles[17]
18. Histoire de la puce et du pou[18]
19. Roundja, la jeune fille plus belle que lune et que rose[19]
20. Histoire de Velâjoudh et de l’ogresse Tsériel[20]
21. Le chat pèlerin[21]
22. Le foie du capuchon[22]
23. L’oiseau de l’orage[23]

## Commentaires sur les contes
Certains contes, comme le no 6 (La vache des orphelins), le no 12 (Le chêne de l’ogre ; il s'agit ici du conte auquel fait allusion la fameuse chanson A Vava Inouva (« Ô père Inouva ») de Ben Mohamed et Idir) ou le no 15 (Ô Vouïëdhmim, mon fils !) sont considérés aujourd'hui comme des emblèmes de la culture kabyle. De fait, il existe de nombreuses autres versions publiées de ces trois contes. Pour comparaison, on peut se référer à d'autres grandes anthologies de contes, publiées en français, qui présentent des garanties d'authenticité comme le Fichier de Documentation berbère ou celles de René Basset, Leo Frobenius, Émile Dermenghem, Auguste Mouliéras/ Camille Lacoste-Dujardin, Mouloud Mammeri, Rabah Belamri, Melaz Yakouben, Salima Aït Mohamed ou Larbi Rabdi. On peut noter que les trois contes cités appartiennent aussi à une culture commune amazighe, diffusée dans toute l'Afrique du nord, qui a également rayonné dans la Méditerranée antique et médiévale. Ils sont encore contés aujourd'hui, quoique plus rarement, soit dans un dialecte amazigh (berbère) soit en arabe dialectal. 
Les contes du recueil mériteraient d'être étudiés plus systématiquement du point de vue de leur écriture littéraire et de leur liens avec les différentes traditions orales méditerranéennes ou autres (l'ouvrage ne comporte pas de récapitulatif typologique, qui se réfèrerait à la classification Aarne-Thompson). Cependant, on peut déjà remarquer que le conte no 4 (Qui de nous est la plus belle, ô lune ?) appartient à la même branche narrative que Blanche-Neige, sans que l'on doive expliquer ce fait par une influence du conte des Grimm. De même, le conte no 23 (L’oiseau de l’orage) constitue un indice de la présence de l'histoire de Psyché en Afrique du nord, avant qu'Apulée ne la réécrive en l'habillant de mythologie gréco-romaine dans ses Métamorphoses, au IIe siècle.

## Tradition orale et littérature
Même si le passage à l'écrit comporte un risque, celui de « figer » une littérature qui a évolué jusqu'à nous, l'auteure a fait le choix de transmettre ces éléments de la culture traditionnelle kabyle à un large public. Ainsi, elle a pour but de rendre hommage à sa mère et à la culture kabyle traditionnelle, en donnant ses lettres de noblesse à une littérature orale jusque-là dénigrée et négligée. Mais elle se conçoit aussi comme un écrivain francophone à part entière.
Dans son étude classique sur le conte kabyle, l'ethnologue Camille Lacoste-Dujardin se contente de citer cet ouvrage en bibliographie. Elle justifie ce choix en ces termes : « Le style, plus encore lorsque les contes sont présentés dans la seule traduction française, a perdu toutes ses propriétés orales ; c'est un style de français écrit, comme celui du Grain magique de Marguerite Taos-Amrouche, qui emploie de nombreuses expressions typiquement françaises, use de propositions subordonnées, de termes abstraits. Il en résulte une forme littéraire fort agréable à la lecture, mais qui prive le conte d'une partie de son authenticité. C'est fort regrettable, car ces contes, récités par une femme de grande culture kabyle, Madame Fadhma Aït Mansour Amrouche, présentent une structure pourtant cohérente. » Ce faisant, elle s'est sans doute privée d'un corpus important.

## Sources
- Marguerite Taos Amrouche, Le Grain magique, édition La Découverte-Poche, collection Littérature et Voyages, 1966. Réédition 2007  (ISBN 978-2-7071-5221-3).